# 腰果小檗
腰果小檗（学名：Berberis johannis）为小檗科小檗属的植物，是中国的特有植物。分布在中国大陆的西藏等地，生长于海拔3,000米至4,000米的地区，多生长在高山松林、冷杉林下和灌丛中，目前尚未由人工引种栽培。